# والي رادفورد
والي رادفورد (بالإنجليزية: Wally Radford)‏ (1 يوليو 1886 في المملكة المتحدة - 1943) هو حكم كرة قدم ولاعب كرة قدم بريطاني (وحمل سابقاً جنسية المملكة المتحدة لبريطانيا العظمى وأيرلندا) في مركز الهجوم. لعب مع نادي ساوثبورت ونادي ساوثهامبتون ووولفرهامبتون واندررز.